# Sister Act 2 - Più svitata che mai
Sister Act 2 - Più svitata che mai (Sister Act 2: Back in the Habit) è un film del 1993 diretto da Bill Duke, seguito di Sister Act - Una svitata in abito da suora del 1992.

## Trama
Deloris Van Cartier, abbandonati i panni da suora, riprende la sua attività da showgirl dei casinò. Una sera, dopo uno spettacolo a Las Vegas, riceve la visita delle sue vecchie amiche del convento di Santa Caterina: Suor Maria Patrizia, Suor Maria Roberta e Suor Maria Lazzara. Le tre suore, che ora risiedono in un istituto superiore gestito congiuntamente da suore e frati francescani, la Saint Francis Academy di San Francisco, sono venute appositamente al suo spettacolo per prelevarla e portarla a San Francisco perché la Madre Superiora vuole incontrarla, senza tuttavia specificarne il motivo.
Dopo essersi calorosamente salutate, la Madre Superiora propone a Deloris di entrare nel corpo insegnanti della scuola in qualità di docente di musica. Deloris, inizialmente riluttante, accetta. Per non destare scandalo tra i frati della scuola per via del suo passato, però, è costretta a rivestire i suoi vecchi panni di Suor Maria Claretta. La sera stessa, la nuova insegnante incontra per la prima volta i frati francescani che insieme alle suore dirigono la scuola: il preside, padre Maurice, padre Tommaso e padre Ignazio, rispettivamente docenti di latino e matematica, e padre Wolfgang, il cuoco. Durante la cena inoltre Maria Claretta viene presentata anche a Mr. Crisp, il supervisore della scuola.
Il giorno dopo, suor Maria Claretta si reca a scuola per il suo primo giorno di lavoro, rendendosi conto della noia e dell'ambiente poco vivo delle lezioni degli altri colleghi religiosi. Accompagnata da padre Ignazio, si reca nell’aula di musica, dove i ragazzi, invece di fare lezione, sono intenti a una perenne ricreazione. Maria Claretta è turbata e non sa come muoversi in tal senso, ma, dopo aver preso coraggio, riesce a farsi vedere dai suoi ragazzi e a iniziare la sua lezione. La nuova insegnante non è ben vista dai suoi nuovi studenti: tra questi spiccano il timido e introverso Ahmal, l’esuberante Rita, i talenti del rap Frankie e Schizzo. Questi, non di certo avvezzi allo studio e alla diligenza, cercano in ogni modo di mandarla via, arrivando un giorno a mettere della colla sulla sua sedia. Maria Claretta, esasperata, è sul punto di mollare e si prende qualche giorno di riflessione fin quando un mattino, origliando una conversazione tra padre Maurice, Mr. Crisp e alcuni funzionari scolastici, scopre che a causa della scarsità dei fondi la scuola sta per chiudere. Messa davanti a questo rischio, Maria Claretta cambia idea e decide di rimanere.
L’insegnante è però decisa nel cambiare l’atteggiamento degli allievi, affermando di non avere problemi a bocciare e rimandare. Suor Maria Claretta decide altresì di formare un coro con i suoi allievi. Tutti accettano con entusiasmo di farne parte tranne Rita, che non ha nessuna intenzione di essere messa in riga e, convinta di essere superiore alla sua professoressa di musica, lascia la classe. Per cercare di ingraziarsi i suoi nuovi allievi, Deloris li porta in un centro anziani gestito dalle sue vecchie consorelle, dove queste ultime si esibiscono in un balletto tra la gioia degli anziani presenti e il disgusto dei ragazzi. Tornata nel convento dei frati, riceve una severa ramanzina da padre Maurice, che le ricorda che, a causa della scarsità dei fondi, la scuola non può più permettersi gite e che, anzi, alla fine dell’anno scolastico in corso sarà costretta a chiudere i battenti. I ragazzi sentono il loro discorso e decidono di moderare i toni e collaborare con la nuova insegnante. L’iniziativa del coro, intanto, trova d’accordo anche Rita, che persuasa dalla stessa Suora Maria Claretta (su richiesta di Suor Maria Roberta) e anche dalle sue compagne torna ad unirsi al gruppo.
L’esordio della nuova formazione avviene nel corso di un concerto organizzato nell’aula magna dell’istituto, durante la quale il coro esegue una propria versione di Oh happy day, durante la quale Ahmal vince finalmente la sua timidezza, riscuotendo un grande successo. Un giorno, mentre stanno pulendo un ripostiglio, Suor Maria Patrizia, Suor Maria Roberta e Suor Maria Lazzara trovano vecchi trofei che la scuola in passato aveva vinto in un concorso di musica; le tre suore decidono allora di iscrivere il coro di suor Maria Claretta all’annuale concorso di musica dello stato della California — che si terrà a Los Angeles — in modo che, in caso di vittoria, la Saint Francis rimanga aperta. Quando Maria Claretta propone l’iniziativa a Padre Maurice, questi si dichiara fermamente contrario, ma alla fine cede alle richieste dell’insegnante, a patto che i costi della trasferta siano interamente a carico della classe. La madre di Rita, Florence, convinta che il canto non porti a niente nella vita, non è d’accordo che la ragazza faccia parte del coro e la costringe a lasciarlo e, quindi, a non prendere parte al concorso. Più tardi, grazie a una firma falsificata della madre, Rita riesce ad eludere la punizione e a partire con i suoi compagni di classe.
Nella scuola, intanto, si viene a scoprire la vera identità di suor Maria Claretta a causa di un magazine mostrato da Mr. Crisp al preside. Il severo supervisore vorrebbe che padre Maurice facesse squalificare la Saint Francis dal concorso e, insieme a lui e agli altri frati, si precipita a Hollywood per impedirne lo svolgimento; il preside, vedendo l’euforia degli allievi del coro, all’ultimo momento decide di non farlo. Mr. Crisp, contrariato, vorrebbe parlare direttamente con i funzionari dell’arcidiocesi, ma gli altri frati sono d’accordo e, con uno stratagemma, riescono a intrappolarlo in uno sgabuzzino fino al termine dell’evento. Arriva intanto il momento dell'esibizione del coro della Saint Francis, autore di una memorabile performance sulle note di Joyful Joyful, che gli frutta una inaspettata vittoria. Il premio ricevuto e i fondi garantiti dall'arcidiocesi per le future partecipazioni al concorso permettono così alla scuola di non chiudere, con grande disappunto di Mr. Crisp. Infine Rita si riappacifica con la madre mentre Suor Maria Claretta rivela ai ragazzi la sua vera identità.

## Accoglienza
Per alcuni è stato un grande successo ma
a differenza del film precedente, Sister Act 2 ottenne scarso successo di critica. Sul sito Rotten Tomatoes detiene un indice del 18% sulla critica e un 61% del gradimento del pubblico.
Il film ha incassato 125 milioni di dollari nel mondo, di cui 57 milioni negli Stati Uniti, contro un budget di 38 milioni.
Con gli anni e grazie ai vari passaggi in tv la pellicola è diventata un cult degli anni '90 come il suo capitolo precedente.

## Riconoscimenti
- 1994 - MTV Movie Awards
  - Candidatura Miglior performance comica a Whoopi Goldberg
- 1994 - Kids' Choice Award
  - Miglior attrice protagonista a Whoopi Goldberg
- 1995 - Young Artist Awards
  - Candidatura Miglior film commedia o musicale per la famiglia

## Colonna sonora
1. Greatest Medley Ever Told - Sharon Brown
2. Never Should've Let You Go
3. Get Up Offa That Thing/Dancing In The Street - Whoopi Goldberg
4. Oh Happy Day - St. Francis Choir
5. Ball of Confusion (That's What The World Is Today) - Whoopi Goldberg
6. His Eye Is on the Sparrow - Tanya Blount e Lauryn Hill
7. Deeper Love - Aretha Franklin
8. Wandering Eyes - Nuttin' Nyce
9. Pay Attention - Valeria Andrews
10. Ode to Joy - Chapman College Choir
11. Joyful, Joyful - Lauryn Hill
12. Ain't No Mountain High Enough - Whoopi Goldberg

## Sequel
Per anni si è parlato di un 3º capitolo; inizialmente la Disney aveva intenzione di distribuire il remake di Sister Act sulla propria piattaforma streaming Disney+. Il 6 ottobre 2020, nel programma televisivo "The Late Late Show with James Corden", la Goldberg ha annunciato che ci sarà una buona possibilità che torni nei panni di Suor Maria Claretta nel terzo capitolo della saga e che verrà girato un film direttamente per il grande schermo. Ospite nella puntata dell'11 ottobre 2020 di Che tempo che fa, Whoopi Goldberg ha confermato che si farà il terzo capitolo di Sister Act, la cui sceneggiatura è attualmente in fase di scrittura.
L'11 dicembre 2020 durante l’Investor Day, la Disney ufficializza che la pellicola arriverà in esclusiva sulla piattaforma streaming Disney+.